# شویرچه (شهرستان پووتوسک)
شویرچه (به لهستانی:  Świercze) یک روستا در لهستان است که در گمینا شویرچه واقع شده‌است.